# Wawonii (đảo)

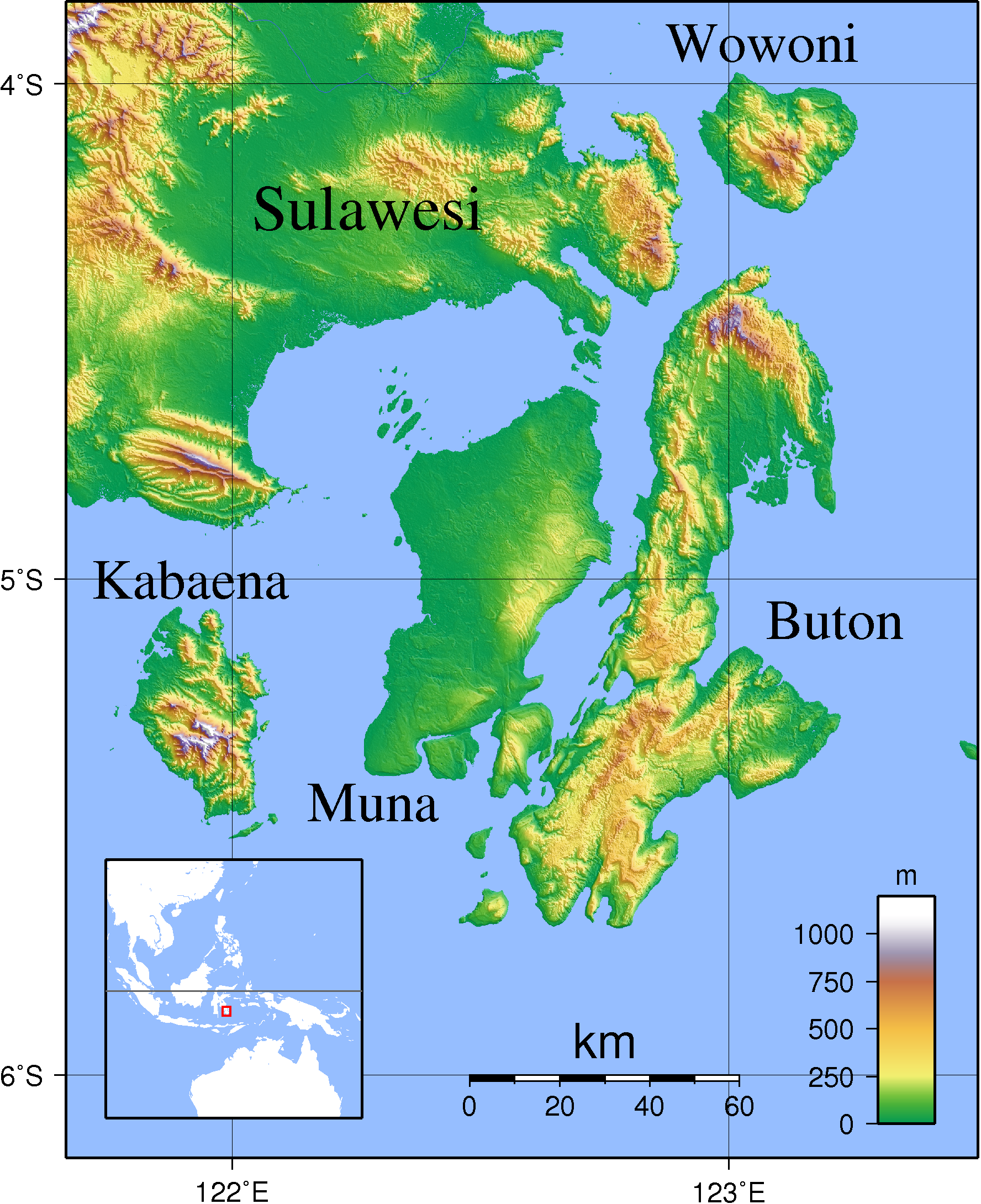
Wawonii trong quần đảo Buton.

Wawonii (từng gọi là Wowoni) là một đảo trong biển Banda, Indonesia, ngoài khơi bờ biển đông nam của đảo lớn Sulawesi. Diện tích của đảo là 705,71 km2 và theo điều tra nhân khẩu năm 2020 đảo có dân số 37.050; ước tính chính thức vào giữa năm 2022 là 38.383. Kể từ năm 2013, đảo hình thành một huyện riêng của tỉnh Đông Nam Sulawesi, trước đó đảo là bộ phận của huyện Konawe; huyện mới gồm có bảy khu trên đảo Wawonii, có tên là huyện Quần đảo Konawe (Kabupaten Konawe Kepulauan). Thủ phủ hành chính của huyện mới là Langara (tại khu Tây Wawonii ).